# Коледжі Кембриджського університету

Герб Кембриджського університету

Список коледжів Кембриджського університету, які займаються прийомом студентів та організацією їхнього навчання. Коледжі є основним місцем проживання для студентів, магістрів та аспірантів університету. Вони також забезпечують фінансування та розміщення деяких старших наукових дослідників.
Кембриджський університет налічує у своєму складі 31 коледж, серед яких найстарішим є Петерхаус коледж (англ. Peterhouse) (заснований у 1284). Робінсон коледж (англ. Robinson) — найновіший коледж Кембриджського університету, був заснований у 1977 році. Три коледжі допускають лише жінок: Мюррей Едвардс (англ. Murray Edwards), Н'юнхем (англ. Newnham) та Люсі Кавендіш коледж (англ. Lucy Cavendish), у той час як решта 28 є змішаними за статевою ознакою. Дарвін коледж був першим коледжем, що приймав як чоловіків, так і жінок, у той час як Черчіль (англ. Churchill), Клер (англ. Clare) та Королівський (англ. King's) були першими з коледжів, що були виключно чоловічими. Вони почали приймати жінок до студентів 1972 році, Коледж Магдалени (англ. Magdalene) був останнім у списку таких консерваторів — 1988 рік. Два коледжі приймають до свого складу лише магістрів та аспірантів, це Клер Хол (англ. Clare Hall) та Дарвін (англ. Darwin) коледжі, і ще чотири приймають загалом доросліших студентів або аспірантів: Х'юз Хол (англ. Hughes Hall), Люсі Кавендіш (англ. Lucy Cavendish), Сент-Едмундс (англ. St Edmund's) та Волфсон (англ. Wolfson).

## Порівняльна таблиця коледжів
| Герб | Кольори шарфів | Назва                     | Заснований | Студентів | Магістрів та аспірантів | Чоловіків % | Жінок % | Всього | Основні фонди (£) | Вебсайт                                              | Примітки                                        |
| ---- | -------------- | ------------------------- | ---------- | --------- | ----------------------- | ----------- | ------- | ------ | ----------------- | ---------------------------------------------------- | ----------------------------------------------- |
|      |                | Христа                    | 1505       | 423       | 91                      | 58          | 42      | 514    | 66 602 000        | www [Архівовано 3 квітня 2008 у Wayback Machine.]    |                                                 |
|      |                | Черчіль                   | 1958       | 476       | 228                     | 71          | 29      | 704    | 105 978 346       | www [Архівовано 25 березня 2008 у Wayback Machine.]  |                                                 |
|      |                | Клер                      | 1326       | 473       | 182                     | 52          | 48      | 655    | 70 707 000        | www [Архівовано 20 грудня 1996 у Wayback Machine.]   |                                                 |
|      |                | Клер Гол                  | 1965       | 0         | 155                     | 47          | 53      | 155    | 10 579 203        | www [Архівовано 6 травня 2009 у Wayback Machine.]    | Тільки магістри та аспіранти.                   |
|      |                | Корпус-Крісті             | 1352       | 270       | 141                     | 60          | 40      | 411    | 172 218 402       | www [Архівовано 12 квітня 2008 у Wayback Machine.]   |                                                 |
|      |                | Дарвін                    | 1964       | 0         | 591                     | 54          | 46      | 591    | 33 160 032        | www [Архівовано 5 жовтня 2008 у Wayback Machine.]    | Тільки магістри та аспіранти.                   |
|      |                | Даунінг                   | 1800       | 440       | 183                     | 66          | 34      | 623    | 86 798 000        | www [Архівовано 8 лютого 2011 у Wayback Machine.]    |                                                 |
|      |                | Еммануїл                  | 1584       | 510       | 123                     | 51          | 49      | 633    | 110 350 941       | www [Архівовано 27 березня 2008 у Wayback Machine.]  |                                                 |
|      |                | Фітцвільям                | 1966       | 502       | 186                     | 63          | 37      | 688    | 43 509 000        | www [Архівовано 4 листопада 2009 у Wayback Machine.] |                                                 |
|      |                | Гіртон                    | 1869       | 531       | 146                     | 53          | 47      | 677    | 42 127 000        | www [Архівовано 8 квітня 2008 у Wayback Machine.]    |                                                 |
|      |                | Гонвіль і Кейс            | 1348       | 546       | 173                     | 60          | 40      | 719    | 127 401 607       | www [Архівовано 21 березня 2008 у Wayback Machine.]  |                                                 |
|      |                | Гомертон                  | 1976       | 593       | 588                     | 37          | 63      | 1181   | —                 | www [Архівовано 13 березня 2008 у Wayback Machine.]  |                                                 |
|      |                | Г'юз Гол                  | 1885       | 85        | 334                     | 61          | 39      | 419    | 18 483 546        | www [Архівовано 3 квітня 2008 у Wayback Machine.]    | Тільки магістри, аспіранти та дорослі студенти. |
|      |                | Ісуса                     | 1496       | 503       | 201                     | 57          | 43      | 704    | 236 404 421       | www [Архівовано 27 березня 2008 у Wayback Machine.]  |                                                 |
|      |                | Королівський коледж       | 1441       | 394       | 187                     | 57          | 43      | 581    | 126 561 000       | www [Архівовано 16 лютого 2011 у Wayback Machine.]   |                                                 |
|      |                | Люсі Кавендіш             | 1965       | 110       | 110                     | 0           | 100     | 220    | 24 323 000        | www [Архівовано 25 березня 2008 у Wayback Machine.]  | Тільки жінки.                                   |
|      |                | Магдалени                 | 1428       | 366       | 127                     | 54          | 46      | 493    | 73 763 845        | www [Архівовано 20 лютого 2011 у Wayback Machine.]   |                                                 |
|      |                | Мюрей Едвардс             | 1954       | 387       | 55                      | 0           | 100     | 442    | 52 852 893        | www [Архівовано 26 червня 2008 у Wayback Machine.]   | Тільки жінки.                                   |
|      |                | Н'юнГем                   | 1871       | 412       | 112                     | 0           | 100     | 524    | 90 287 969        | www [Архівовано 17 березня 2008 у Wayback Machine.]  | Тільки жінки.                                   |
|      |                | Пембрук                   | 1347       | 442       | 155                     | 53          | 47      | 597    | 103 991 180       | www [Архівовано 22 серпня 2008 у Wayback Machine.]   |                                                 |
|      |                | Пітерхаус                 | 1284       | 266       | 88                      | 57          | 43      | 354    | 171 887 000       | www [Архівовано 13 березня 2008 у Wayback Machine.]  |                                                 |
|      |                | Квінс                     | 1448       | 535       | 297                     | 57          | 43      | 832    | 57 310 511        | www [Архівовано 11 травня 2009 у Wayback Machine.]   |                                                 |
|      |                | Робінсон                  | 1977       | 422       | 73                      | 60          | 40      | 495    | 24 863 000        | www [Архівовано 7 квітня 2008 у Wayback Machine.]    |                                                 |
|      |                | Святої Катерини           | 1473       | 462       | 159                     | 52          | 48      | 621    | 68 797 000        | www [Архівовано 30 червня 2008 у Wayback Machine.]   |                                                 |
|      |                | Сент-Едмунд               | 1896       | 126       | 205                     | 69          | 31      | 331    | 8 381 224         | www [Архівовано 9 квітня 2008 у Wayback Machine.]    | Тільки магістри, аспіранти та дорослі студенти. |
|      |                | Сент-Джонс                | 1511       | 588       | 243                     | 59          | 41      | 831    | 567 390 000       | www [Архівовано 5 липня 2008 у Wayback Machine.]     |                                                 |
|      |                | Селвін                    | 1882       | 388       | 130                     | 70          | 30      | 518    | 69 992 285        | www [Архівовано 3 квітня 2008 у Wayback Machine.]    |                                                 |
|      |                | Сідней Сассекс            | 1596       | 371       | 135                     | 63          | 37      | 506    | 64 952 747        | www [Архівовано 13 березня 2008 у Wayback Machine.]  |                                                 |
|      |                | Триніті                   | 1546       | 656       | 373                     | 63          | 37      | 1029   | 621 000           | www [Архівовано 28 лютого 2011 у Wayback Machine.]   |                                                 |
|      |                | Триніті Гол               | 1350       | 384       | 196                     | 54          | 46      | 580    | 172 354 243       | www [Архівовано 7 квітня 2008 у Wayback Machine.]    |                                                 |
|      |                | Волфсон                   | 1965       | 119       | 385                     | 64          | 36      | 504    | 47 307 000        | www [Архівовано 15 березня 2008 у Wayback Machine.]  | Тільки магістри, аспіранти та дорослі студенти. |
|      |                | Кембриджський університет | 1209       | 11 824    | 6 002                   |             |         | 17 826 | 3 407 053 395     | WWW [Архівовано 21 лютого 2011 у Wayback Machine.]   | Щорічні пожертви £4,1 млрд.                     |

Є також кілька теологічних коледжів у Кембриджі (наприклад Весткот Хаус (англ. Westcott House), Вестмінстерський(англ. Westminster College), Веслі Хаус (англ. Wesley House) та Рідлі Хол (англ. Ridley Hall)), які пов'язані з університетом через Кембриджську Теологічну федерацію. Ці коледжі, хоча і не є частинами університету, використовують навчальні програми, що пов'язані з Кембриджським університетом та Школою мистецтв (англ. Anglia Ruskin University).

## Колишні коледжі
Список коледжів що не існують, але колись відігравали значну роль у справах університету:
- Букінгемський коледж (англ. Buckingham College), заснований у 1428 році як Бенедиктинський зал, заново заснований як Коледж Магдалени в 1542 році.[15]
- Клер коледж звався «Клер-Холлом» між 1338 та 1856 роками. Новий Клер-Холл коледж був заснований у 1966 році.
- Кінгс-Холл коледж (англ. King's Hall), заснований у 1317, об'єднався з Майклхаус коледжем (англ. Michaelhouse) та сформував Триніті коледж (англ. Trinity) у 1546 році.[16]
- Майклхаус коледж (англ. Michaelhouse), заснований у 1324 році, і в поєднанні з Кінгс-Холл коледжем сформував Триніті коледж у 1546 році.[16]
- Гонвіль-Хол коледж (англ. Gonville Hall), заснований у 1348 році, і знову створений у 1557 як Гонвіль та Кейс.[17]
- Божий дім (англ. God's House), заснований у 1437 році, і знову створений у 1505 як Крісті коледж.[18]
- Кавендіш коледж (англ. Cavendish), заснований у 1873 році, після невдалої спроби дозволити бідним студентам скласти іспити, його будинки викупив коледж Хамертон (англ. Homerton) у 1895 році.[19][20]
- Університетський коледж (англ. University College), заснований у 1965 році, та перезаснований у 1972 році вже як Волфсон коледж.
- Юніверситі-Холл коледж (англ. University Hall), заснований у 1326 році, перезаснований як Клер-Хол у 1338 році, перейменований в Клер коледж у 1856 році.
- Н'ю Холл (англ. New Hall) був заснований у 1954 році, і знову створений у 2008 вже як Мюрей Едвардс (англ. Murray Edwards College).

## Фото

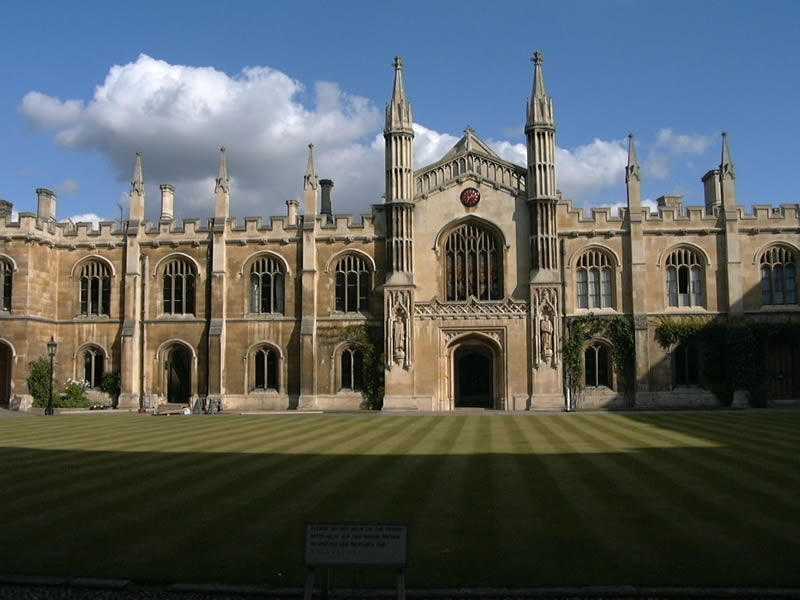
Корпус-Крісті коледж
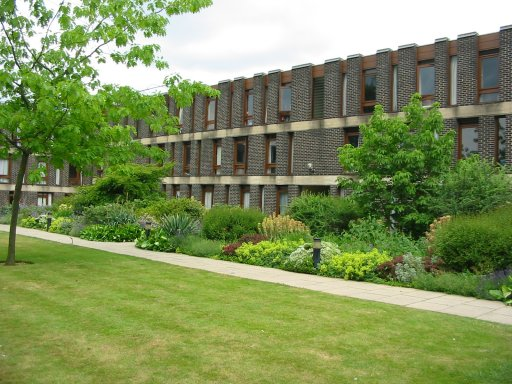
Фітцвільям коледж
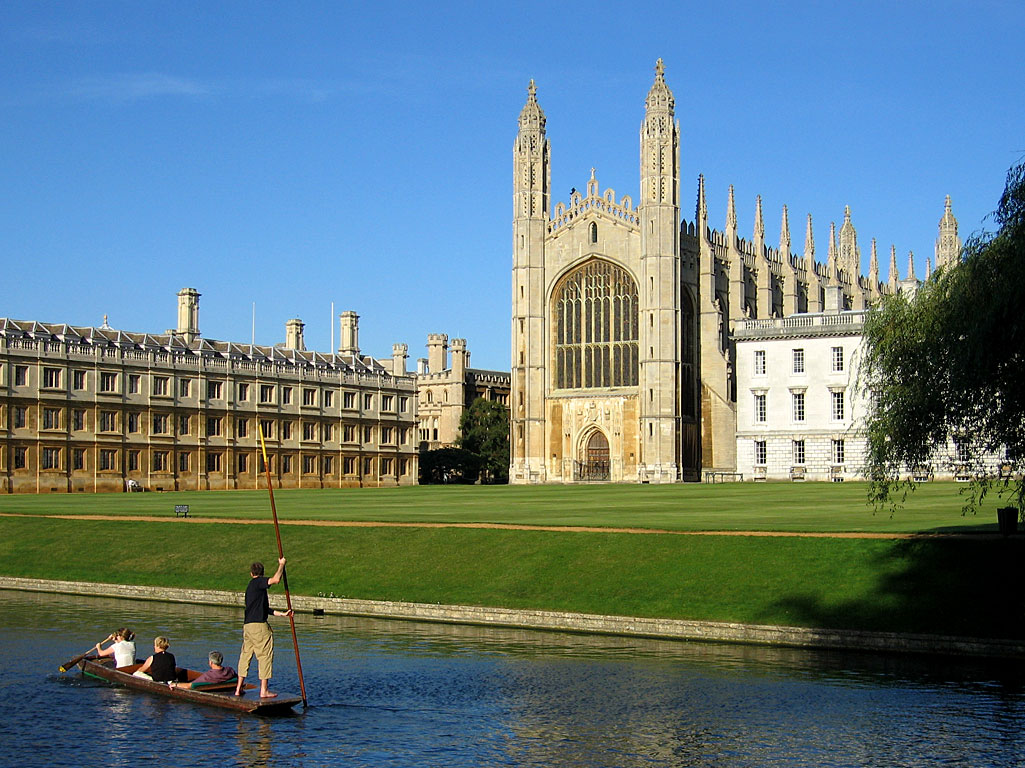
Каплиця Королівського коледжу
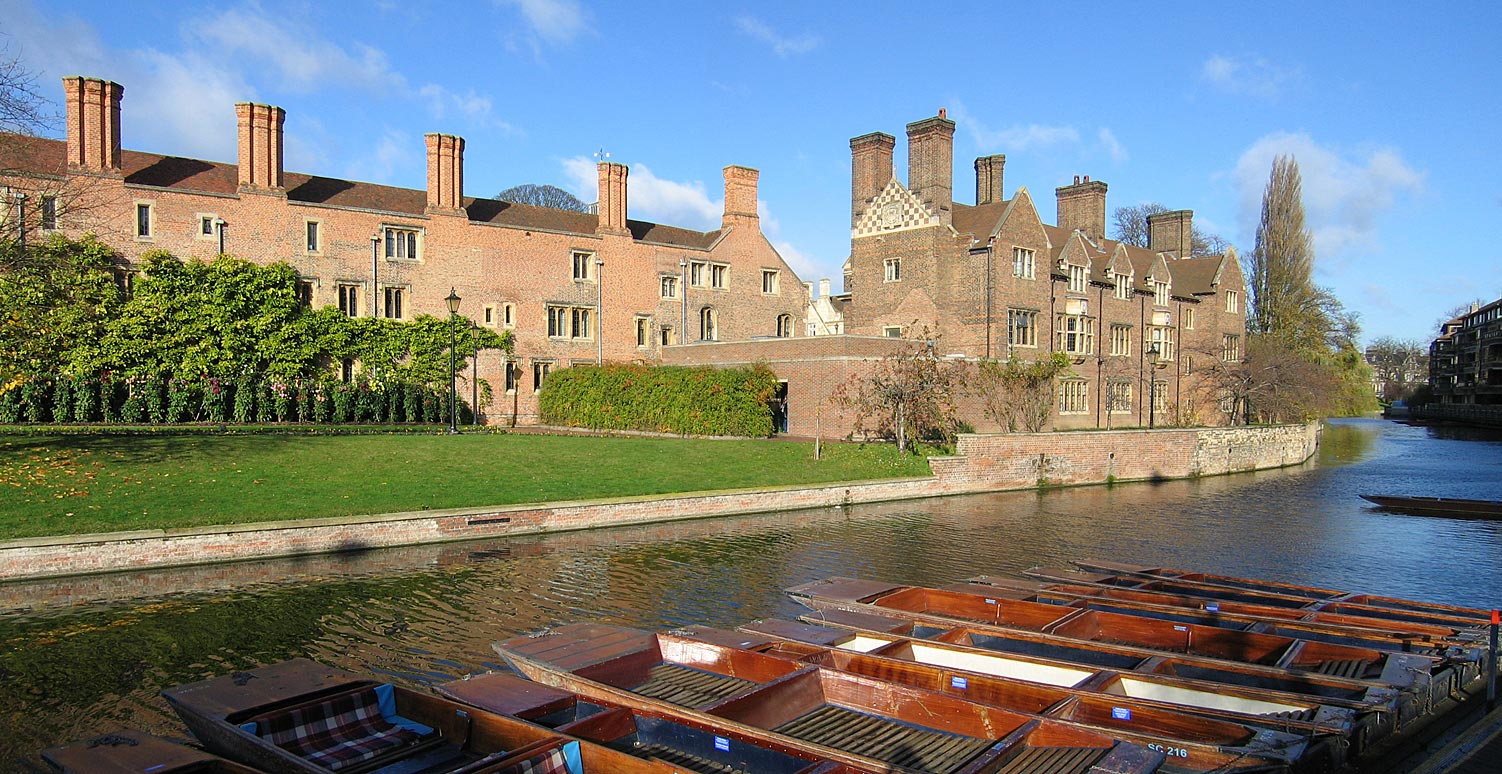
Коледж Магдалени на річці Кем
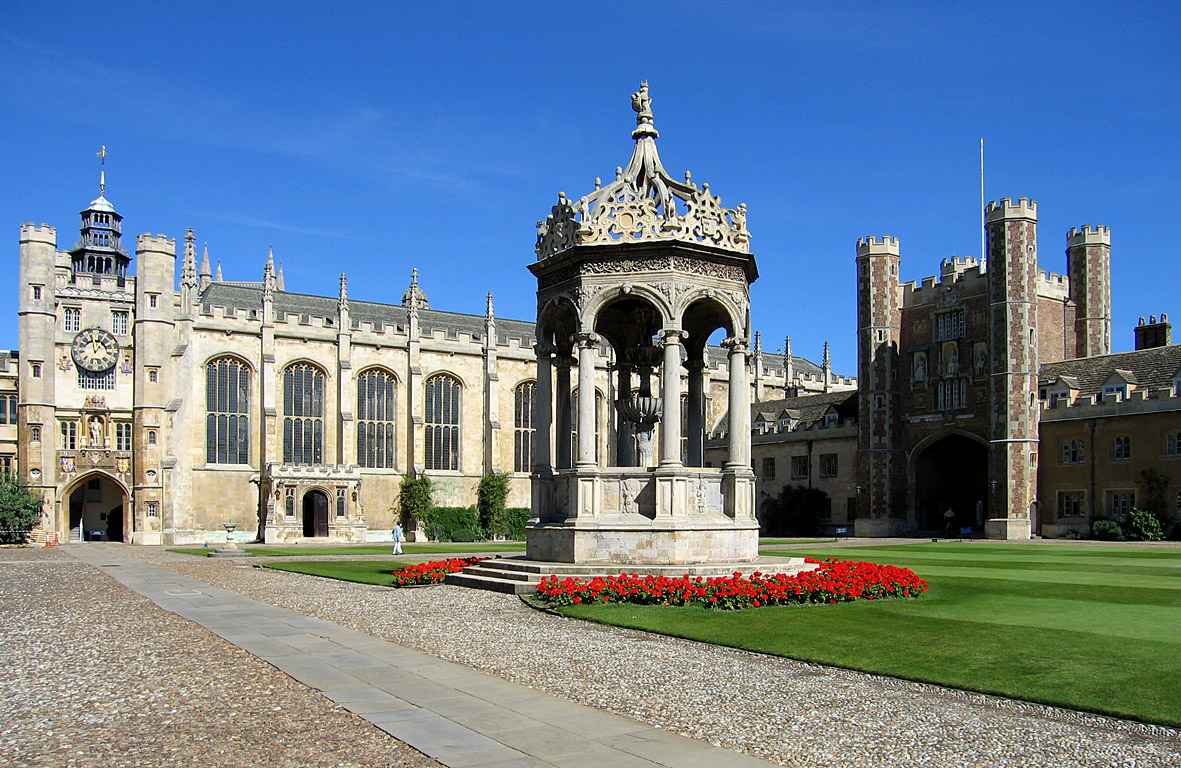
Двір Триніті коледжу
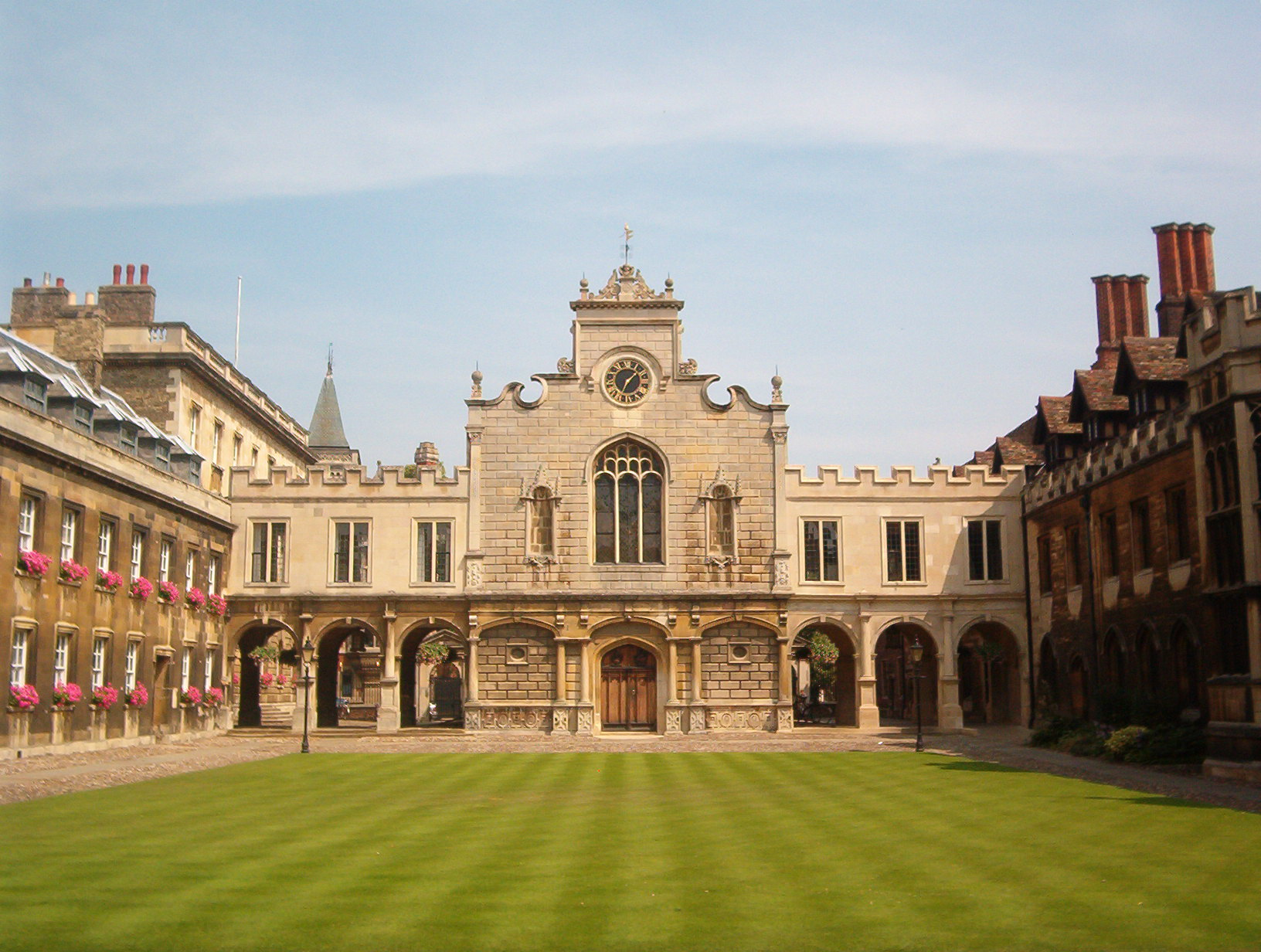
Старий двір Петерхаус коледжу